# Cassipourea leptoneura
Cassipourea leptoneura là một loài thực vật có hoa trong họ Rhizophoraceae. Loài này được Floret mô tả khoa học đầu tiên năm 1982.